# 張惠 (正統進士)
張惠（1405年—？），字澤民，山西平陽府吉州人，軍籍。明朝政治人物。進士出身。

## 生平
山西鄉試第三十六名。正統七年（1442年）壬戌科會試第一百四十六名，殿試登進士第三甲第九十名。

## 家族
曾祖父張克政。祖父張敏中。父亲張景端，曾任內丘知縣。